# Heidens Hart
Heidens Hart Records ist ein 2001 gegründetes niederländisches Musiklabel. Es ist vor allem auf Extreme Metal (Post-Black) in diversen Ausprägungen spezialisiert. Stilistisch finden sich bei einzelnen Bands auch Anleihen von Pagan, Thrash oder Death Metal. Gründer und Inhaber ist der niederländische Musiker Arjan Peeks, der u. a. in den Bands Cultus und Heimdalls Wacht aktiv ist.

## Erstveröffentlichungen von Alben nach Interpreten
- Achaemenid: As Night Sets on Aryana (2002)
- Ancestors Blood: A Dark Passage from the Past (2009), A Moment of Clarity (2013), Onwards and Rise (2015)
- Branstock: Uckermark (2012)
- Cultus: De Zwaarden Spreken (2001), A Seat in Valhalla (2004), Hymns of Descending (2007), Tussen Werelden / Gedachten  (2008), Gezeteld In Zegeruïnen (2016)
- Heiden Ära: Eine Muina (2002)
- Heidenland: Stormvloek: Beschonken, Kwaad En Goddeloos (2015)
- Ildra: Þær Swefende Hæleð Licgað (2007)
- Mondvolland: Kwade Vaart (2014)
- Naudiz: Aftur Till Ginnungagaps (2014)
- Nortfalke: Atmosfeer (2015)
- Northward: In Sturmes Wind (2011)
- Profane Grace: Shredding Stars With Holes Of Black (2022)
- Sagenland: Oale Groond (2021)
- Tågefolket: Lad Asketid Begynde (2004)
- Theudho: De Roep Van Het Woud (2015), Vооrbij de Nevelen des Тijds (2022)
- Uuntar: Voorvaderverering (2018), Odes to Lands of Past Traditions (2020)
- Wrok: De Onheilsbode (2017), De Dood Roept (2022)